# Fuliola
Fuliola (en catalán y oficialmente, La Fuliola) es un municipio español de la provincia de Lérida, Comunidad autónoma de Cataluña, con una superficie de 11,1 km², una población de 1225 habitantes (INE 2008) y una densidad de población de 110,36 hab/km². Hasta mediados del siglo XIX se denominaba Fuliola y Almenara Baja.
Referente al origen de su nombre, hay dos versiones. Una versión dice que proviene del árabe al-folia, que significa lugar. Otra que su nombre viene de hoja (fulla en catalán), por eso en su escudo aparece una hoja.

## Geografía humana

### Demografía
Cuenta con una población de 1238 habitantes (INE 2024).
| Gráfica de evolución demográfica de Fuliola entre 1842 y 2021 |
| |
| Población de derecho según los censos de población del INE Población de hecho según los censos de población del INEEn estos censos se denominaba Fuliola y Almenara Baja: 1842 En estos censos se denominaba Fuliola: 1857, 1860, 1877, 1887, 1897, 1900, 1910, 1920, 1930, 1940, 1950, 1960, 1970 y 1981 |

| 1329                                                      | 1264 | 1230 | 1234 | 1320 | 1294 | 1260 |
| (Fuente: https://www.idescat.cat/emex/?id=250962&lang=es) |      |      |      |      |      |      |

## Festividades
- 26 de julio - Santa Anna, Festa Mayor de verano en honor a la patrona del pueblo.
- 13 de diciembre - Santa Llúcia, fiesta mayor de invierno en honor a la patrona de la iglesia.
- Fiestas del "Segar i del Batre" (Segar y Batir). El segar es celebra en junio y el batir en julio.

- Carnaval. Se suele celebrar la primera semana de Cuaresma.